# Metropolitano de Bucareste
O Metro de Bucareste é um sistema de metropolitano que serve a cidade de Bucareste, a capital romena.

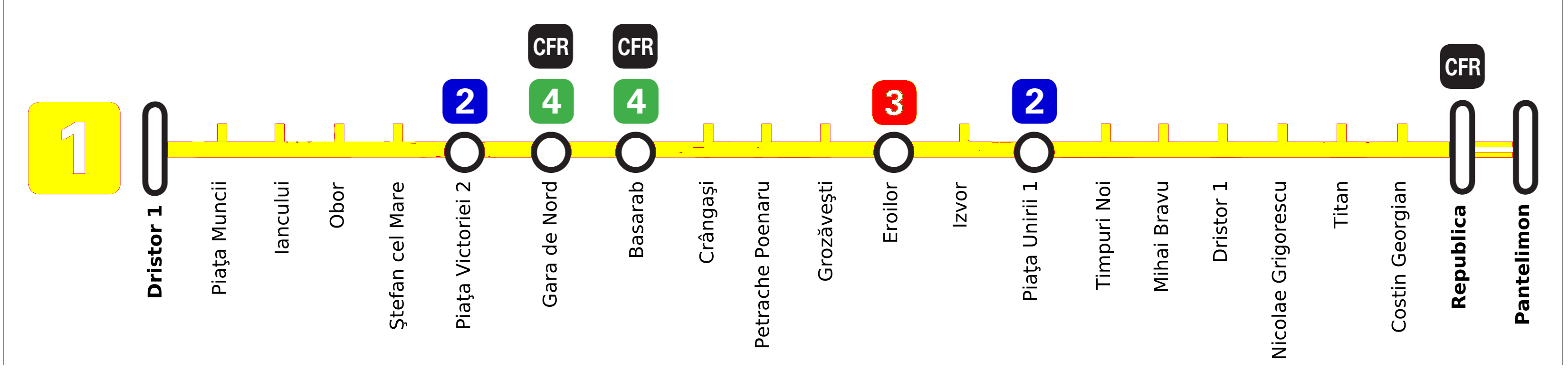
Linha 1